# Tour de l'Ain 2008
Il Tour de l'Ain 2008, ventesima edizione della corsa, si svolse dal 10 al 13 agosto 2008 su un percorso di 566 km ripartiti in 5 tappe, con partenza da Lagnieu e arrivo a Belley. Fu vinto dal tedesco Linus Gerdemann della Team Columbia davanti ai francesi David Moncoutié e Stéphane Goubert.

## Tappe
| Tappa  | Data      | Percorso                                                      | km    | Vincitore di tappa | Leader cl. generale |
| ------ | --------- | ------------------------------------------------------------- | ----- | ------------------ | ------------------- |
| 1ª     | 10 agosto | Lagnieu > Montréal-la-Cluse                                   | 149,4 | Floris Goesinnen   | Floris Goesinnen    |
| 2ª     | 11 agosto | Trévoux > Hauteville-Lompnès                                  | 168,1 | Greg Van Avermaet  | Greg Van Avermaet   |
| 3ª     | 12 agosto | Lélex > Lélex                                                 | 103,9 | Linus Gerdemann    | Linus Gerdemann     |
| 4ª     | 12 agosto | Saint-Genis-Pouilly > Saint-Genis-Pouilly (cron. individuale) | 8,8   | Tony Martin        | Linus Gerdemann     |
| 5ª     | 13 agosto | Culoz > Belley                                                | 135,8 | John Gadret        | Linus Gerdemann     |
| Totale | Totale    | Totale                                                        | 566   |                    |                     |

## Dettagli delle tappe

### 1ª tappa
- 10 agosto: Lagnieu > Montréal-la-Cluse – 149,4 km

| Pos. | Corridore         | Squadra                 | Tempo    |
| ---- | ----------------- | ----------------------- | -------- |
| 1    | Floris Goesinnen  | Skil-Shimano            | 3h38'50" |
| 2    | Paul Moucheraud   | Roubaix Lille Metropole | a 1"     |
| 3    | Greg Van Avermaet | Silence-Lotto           | a 4"     |

| Pos. | Corridore         | Squadra                 | Tempo    |
| ---- | ----------------- | ----------------------- | -------- |
| 1    | Floris Goesinnen  | Skil-Shimano            | 3h38'40" |
| 2    | Paul Moucheraud   | Roubaix Lille Metropole | a 5"     |
| 3    | Greg Van Avermaet | Silence-Lotto           | a 10"    |

### 2ª tappa
- 11 agosto: Trévoux > Hauteville-Lompnès – 168,1 km

| Pos. | Corridore         | Squadra       | Tempo    |
| ---- | ----------------- | ------------- | -------- |
| 1    | Greg Van Avermaet | Silence-Lotto | 4h11'51" |
| 2    | Frantisek Rabon   | Columbia      | s.t.     |
| 3    | Maxime Bouet      | Agritubel     | s.t.     |

| Pos. | Corridore         | Squadra       | Tempo    |
| ---- | ----------------- | ------------- | -------- |
| 1    | Greg Van Avermaet | Silence-Lotto | 7h50'31" |
| 2    | Floris Goesinnen  | Skil-Shimano  | s.t.     |
| 3    | Frantisek Rabon   | Columbia      | a 8"     |

### 3ª tappa
- 12 agosto: Lélex > Lélex – 103,9 km

| Pos. | Corridore        | Squadra  | Tempo    |
| ---- | ---------------- | -------- | -------- |
| 1    | Linus Gerdemann  | Columbia | 2h47'27" |
| 2    | David Moncoutié  | Cofidis  | s.t.     |
| 3    | Stéphane Goubert | AG2R     | s.t.     |

| Pos. | Corridore        | Squadra  | Tempo     |
| ---- | ---------------- | -------- | --------- |
| 1    | Linus Gerdemann  | Columbia | 10h38'02" |
| 2    | David Moncoutié  | Cofidis  | a 4"      |
| 3    | Stéphane Goubert | AG2R     | a 6"      |

### 4ª tappa
- 12 agosto: Saint-Genis-Pouilly > Saint-Genis-Pouilly (cron. individuale) – 8,8 km

| Pos. | Corridore       | Squadra  | Tempo  |
| ---- | --------------- | -------- | ------ |
| 1    | Tony Martin     | Columbia | 10'17" |
| 2    | Linus Gerdemann | Columbia | a 10"  |
| 3    | David Moncoutié | Cofidis  | a 18"  |

| Pos. | Corridore        | Squadra  | Tempo     |
| ---- | ---------------- | -------- | --------- |
| 1    | Linus Gerdemann  | Columbia | 10h48'29" |
| 2    | David Moncoutié  | Cofidis  | a 12"     |
| 3    | Stéphane Goubert | AG2R     | a 36"     |

### 5ª tappa
- 13 agosto: Culoz > Belley – 135,8 km

| Pos. | Corridore         | Squadra       | Tempo    |
| ---- | ----------------- | ------------- | -------- |
| 1    | John Gadret       | AG2R          | 3h25'34" |
| 2    | Jussi Veikkanen   | FDJ           | s.t.     |
| 3    | Greg Van Avermaet | Silence-Lotto | s.t.     |

| Pos. | Corridore        | Squadra  | Tempo     |
| ---- | ---------------- | -------- | --------- |
| 1    | Linus Gerdemann  | Columbia | 10h14'03" |
| 2    | David Moncoutié  | Cofidis  | a 12"     |
| 3    | Stéphane Goubert | AG2R     | a 36"     |

## Classifiche finali

### Classifica generale
| Pos. | Corridore                 | Squadra          | Tempo     |
| ---- | ------------------------- | ---------------- | --------- |
| 1    | Linus Gerdemann           | Team Columbia    | 10h14'03" |
| 2    | David Moncoutié           | Cofidis          | a 12"     |
| 3    | Stéphane Goubert          | Ag2r-La Mondiale | a 36"     |
| 4    | Jussi Veikkanen           | FDJ              | a 47"     |
| 5    | Luis Pasamontes Rodriguez | Caisse d'Epargne | a 56"     |
| 6    | Jérôme Coppel             | FDJ              | s.t.      |
| 7    | Laurent Lefevre           | Bouygues Télécom | a 57"     |
| 8    | Janez Brajkovic           | Astana           | a 1'02"   |
| 9    | Mathias Frank             | Gerolsteiner     | a 1'04"   |
| 10   | Alberto Losada Alguacil   | Caisse d'Epargne | a 1'08"   |